# Championnats de France d'escalade 2007
Navigation
Édition précédente Édition suivante
Les Championnats de France d'escalade de 2007 ont lieu les 6 et 7 avril à Échirolles, pour les disciplines de la difficulté et de la vitesse, et les 30 avril et 1er mai à Apt, pour la discipline du bloc.
Ces compétitions couronnent, Caroline Ciavaldini et Michaël Fuselier champions de France d'escalade de difficulté, et Florence Pinet et Fabien Dugit champions de France d'escalade de bloc.

## Déroulement
Épreuves de difficulté et de vitesse
Les épreuves d'escalade de difficulté et de vitesse sont organisées les 6 et 7 avril à Échirolles, dans l'Isère.
Épreuves de bloc
Les épreuves d'escalade de bloc sont organisées les 30 avril et 1er mai à Apt, dans le Vaucluse.

## Palmarès
Difficulté
| Catégorie | Or                  | Argent           | Bronze          |
| --------- | ------------------- | ---------------- | --------------- |
| Hommes    | Michaël Fuselier    | Alexandre Chabot | Sylvain Millet  |
| Femmes    | Caroline Ciavaldini | Florence Pinet   | Charlotte Durif |

Bloc
| Catégorie | Or             | Argent                   | Bronze            |
| --------- | -------------- | ------------------------ | ----------------- |
| Hommes    | Fabien Dugit   | Guillaume Glairon Mondet | Jonathan Philippe |
| Femmes    | Florence Pinet | Morgane Aveline          | Charlotte Durif   |